# Otdel meschdunarodnych swjasei
Die Otdel meschdunarodnych swjasei (OMS, russisch Отдел международных связей Коминтерна, deutsch Abteilung für Internationale Verbindungen) war eine Abteilung des Exekutivkomitees der Kommunistischen Internationale (EKKI).
Die Aufgabe der Abteilung lag im Aufrechthalten von geheimdienstlichen Kontakten des EKKI zu kommunistischen Parteien außerhalb der Sowjetunion. Mit der Gründung im Jahr 1921 sollte das Volkskommissariat für Auswärtiges, das in den ersten Jahren die Geheimkorrepondenz der Komintern teilweise befördert hatte, entlastet werden. Der OMS oblag die Beförderung von Instruktionen, Literatur, Geldmitteln, Gütern und Personen zwischen der Moskauer Komintern-Zentrale und den einzelnen kommunistischen Parteien. Auch war sie für den Funkverkehr und die chiffrierte Telegrammkorrespondenz zuständig, sowie für die An- und Abreise der Schüler der Internationalen Lenin-Schule, der Kader-Schulungseinrichtung der Komintern. Auch organisierte die OMS eigene Spezialkurse.
Neben dem Hauptquartier in Moskau besaß die OMS zu unterschiedlichen Zeiten Residenturen in Wien, Amsterdam, Stockholm, Vardø, Varna, Oslo, Stettin, Riga, Berlin, Paris, Prag, Brüssel, Shanghai, Istanbul, sowie an mehreren Orten in Südfrankreich, Jugoslawien, Mexiko und Chile; darüber hinaus Stützpunkte in mehreren sowjetischen Grenz- und Hafenstädten. Der Berliner Stützpunkt war für die internationalen Kontakte besonders wichtig und residierte an der Wilhelmstraße 131–132 in den Räumlichkeiten des KPD-nahen Führer-Verlags.
Erster Leiter der OMS war der alte Bolschewik Ossip Pjatnitzki. Ihm folgte 1926 Alexander Lasarewitsch Abramow-Mirow, der vorher den Berliner Stützpunkt der OMS geleitet hatte. Pjatnitzki blieb jedoch federführend an der Arbeit der OMS beteiligt. Ein weiterer wichtiger Funktionär der OMS war der vormalige stellvertretende GPU-Vorsitzende Michail Trilisser, der 1924 in die Komintern überstellt wurde. Leiterin der Kurierabteilung der OMS war die Schweizerin Berta Zimmermann.
Im Zuge der Reorganisation der EKKI nach dem 7. Weltkongress der Komintern 1935 wurde die OMS zum „Verbindungsdienst des EKKI“ (russisch: Служба связей, Sluschba swjazej, Abk. SS) umgeformt. 1937 fiel ein bedeutender Teil ihres Personals dem Stalin-Terror zum Opfer, darunter Pjatnitzki, Trilisser und Abramow-Mirow. Nach der Evakuierung des EKKI aus Moskau infolge des deutschen Vormarsches 1941 wurde die OMS/SS als „Erste Abteilung des EKKI“ reorganisiert. Nach der Auflösung der Komintern wurden schließlich das Personal und die Infrastrukturen dieser Abteilung in das NKWD und in den Apparat des ZK der KPdSU überführt.